# Ammothea striata
Ammothea striata is een zeespin uit de familie Ammotheidae. De soort behoort tot het geslacht Ammothea. Ammothea striata werd in 1902 voor het eerst wetenschappelijk beschreven door Mobius. 